# اکسوتک، بزویوک
اکسوتک، بزویوک (به لاتین: Aksutekke, Bozüyük) یک منطقهٔ مسکونی در ترکیه است که در استان بیله‌جک واقع شده‌است.

## خصوصیات
اکسوتک ۹۶ نفر جمعیت دارد.